# Ein Sommernachtstraum (film, 1925)
Pour plus de détails, voir Fiche technique et Distribution.
Ein Sommernachtstraum est un film allemand réalisé par Hans Neumann, sorti en 1925.
C'est une adaptation de la pièce de William Shakespeare Le Songe d'une nuit d'été.

## Fiche technique
- Réalisation : Hans Neumann
- Scénario : Klabund, Hans Behrendt, Hans Neumann d'après la pièce Le Songe d'une nuit d'été de William Shakespeare
- Photographie : Reimar Kuntze, Guido Seeber
- Musique : Hans May
- Production : : Neumann-Filmproduktion
- Distributeur : UFA
- Durée : 80 minutes
- Date de sortie : 10 mars 1925

## Distribution
- Werner Krauss : Nick Bottom
- Valeska Gert : Puck
- Alexander Granach : Waldschrat

et par ordre alphabétique
- Hans Albers : Demetrius
- Charlotte Ander : Hermia
- Theodor Becker : Theseus
- Hans Behrendt
- Wilhelm Bendow : Francis Flute
- Paul Biensfeldt
- Walter Brandt : Schnock
- Tamara Geva : Oberon
- Ernst Gronau : Squenz
- Armand Guerra : Wenzel
- Paul Günther : Egeus
- Martin Jacob : Schlucker
- Adolf Klein
- Lori Leux : Titania
- André Mattoni : Lysander
- Fritz Rasp : Schnauz
- Rose Veldtkirch
- Barbara von Annenkoff : Helena
- Ruth Weyher : Hippolyta
- Bruno Ziener : Milon